# 利卡魾
利卡魾（学名：Bagarius lica，讀音同“丕”）为輻鰭魚綱鯰形目鮡科魾属的其中一種，俗名面瓜魚，體型最大可達1.5～2公尺，曾是巨魾（Bagarius bagarius）的同義詞，但由於2021年重新發現了一種體型更小已被正描述為魾（Bagarius vegrandis）的表親，而重新鑑定了巨魾和其幾種表親遺傳基因和其分布地，Bagarius yarrelli並於2021年被併入巨魾（Bagarius bagarius）其下成為同義詞，並確認巨魾只分布在印度次大陸（南亞），並將分布於緬甸、湄公河流域（包含泰國、柬埔寨、寮國、越南等地）、中國瀾滄江、馬來半島、印尼蘇門答臘、加里曼丹（婆羅洲南部）等地原本被歸為巨魾的種群，重新描述為另一種利卡魾，選用的有效學名為Bagarius lica，模式產地在印尼蘇門答臘。
其种加词“lica”，源自馬來文，在馬來西亞稱呼此種魚為“Lika”，從音譯衍生而來。